# Walnoot (vrucht)

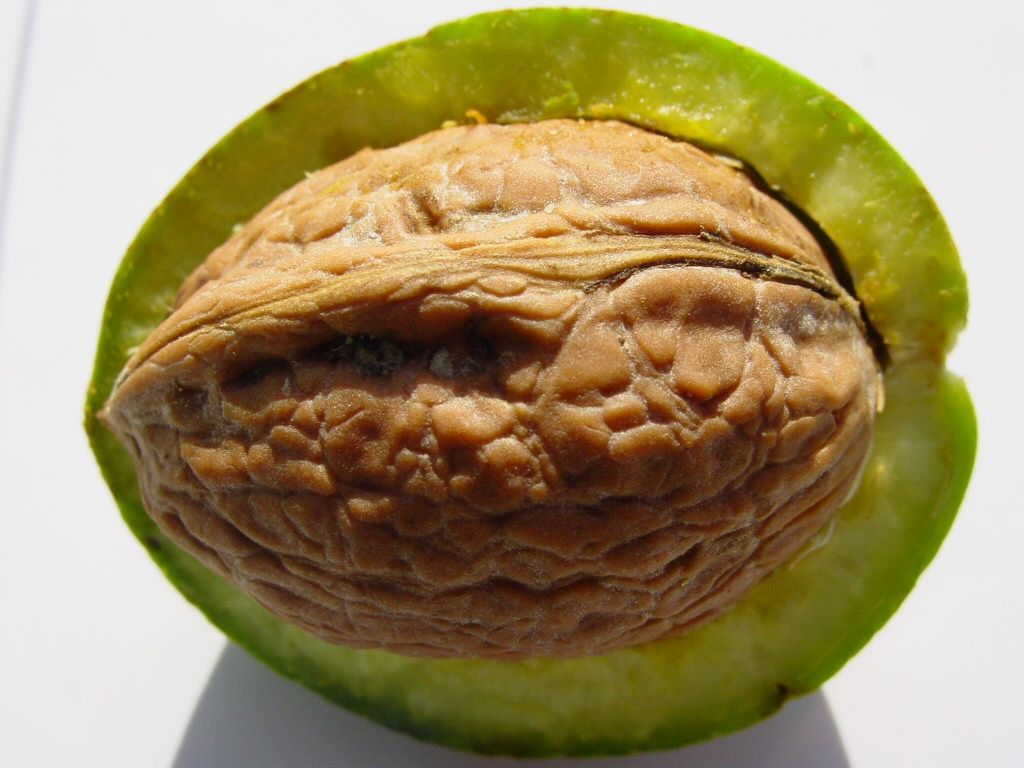
De walnoot is eigenlijk een steenvrucht

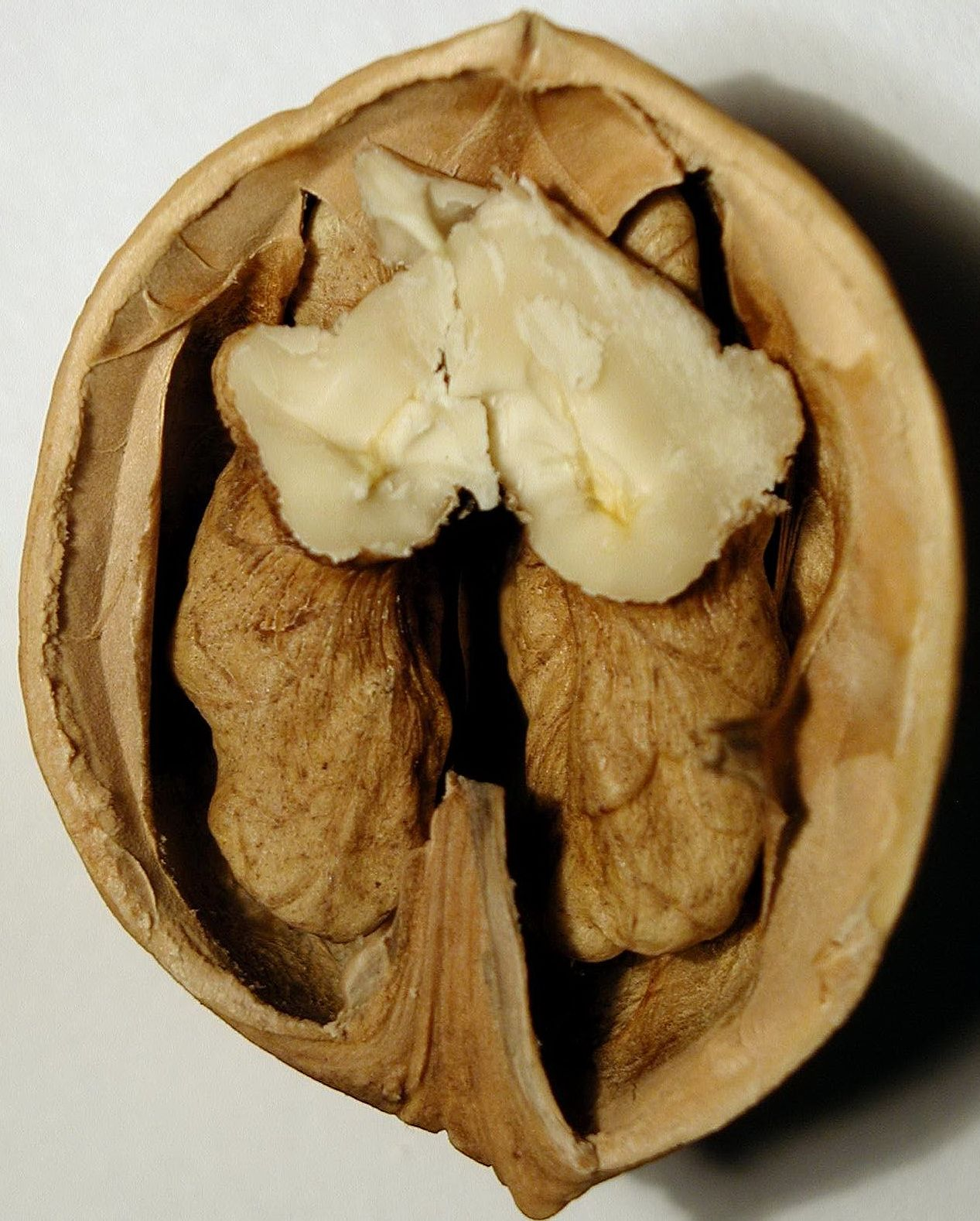
Open walnoot

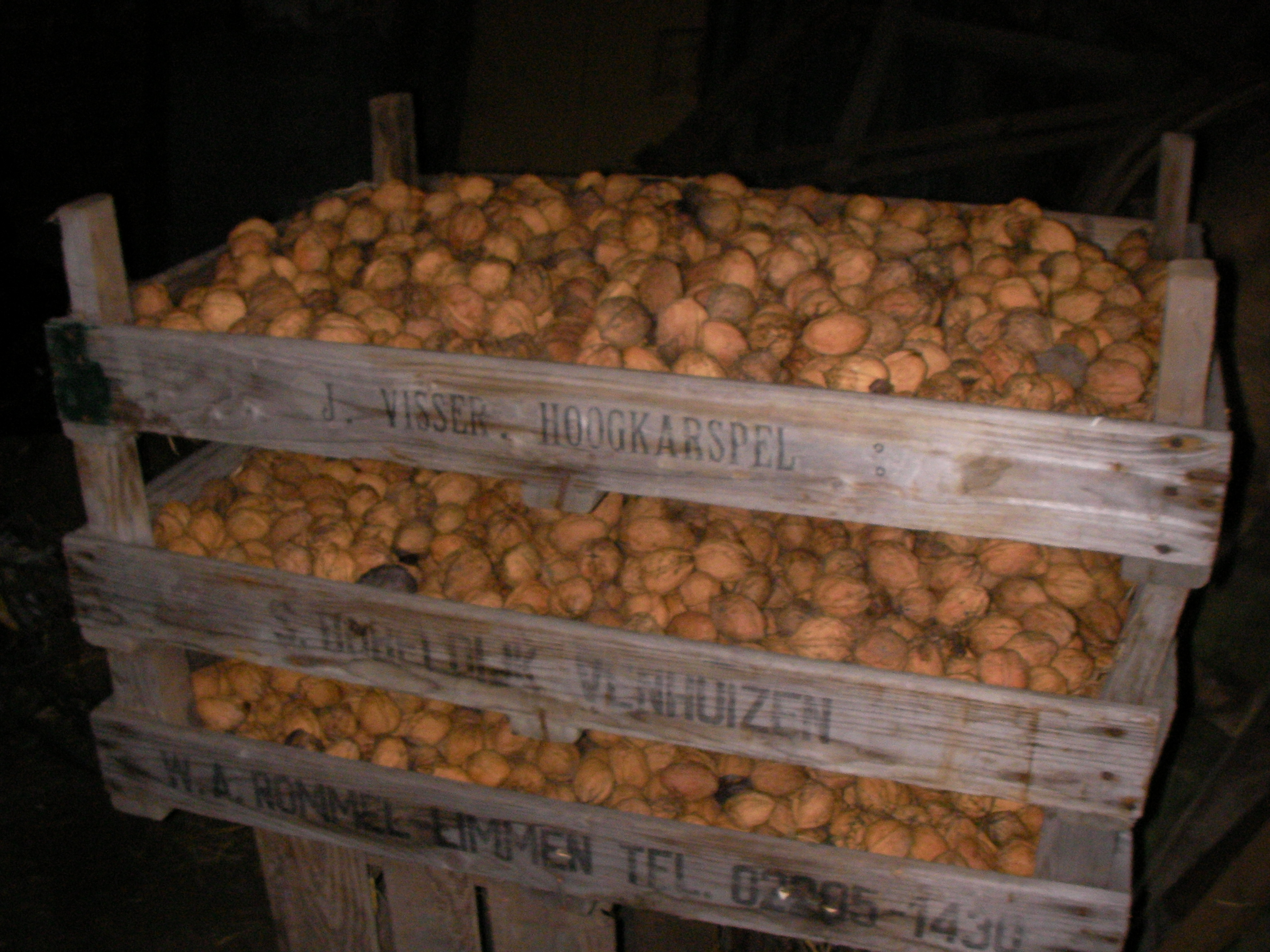

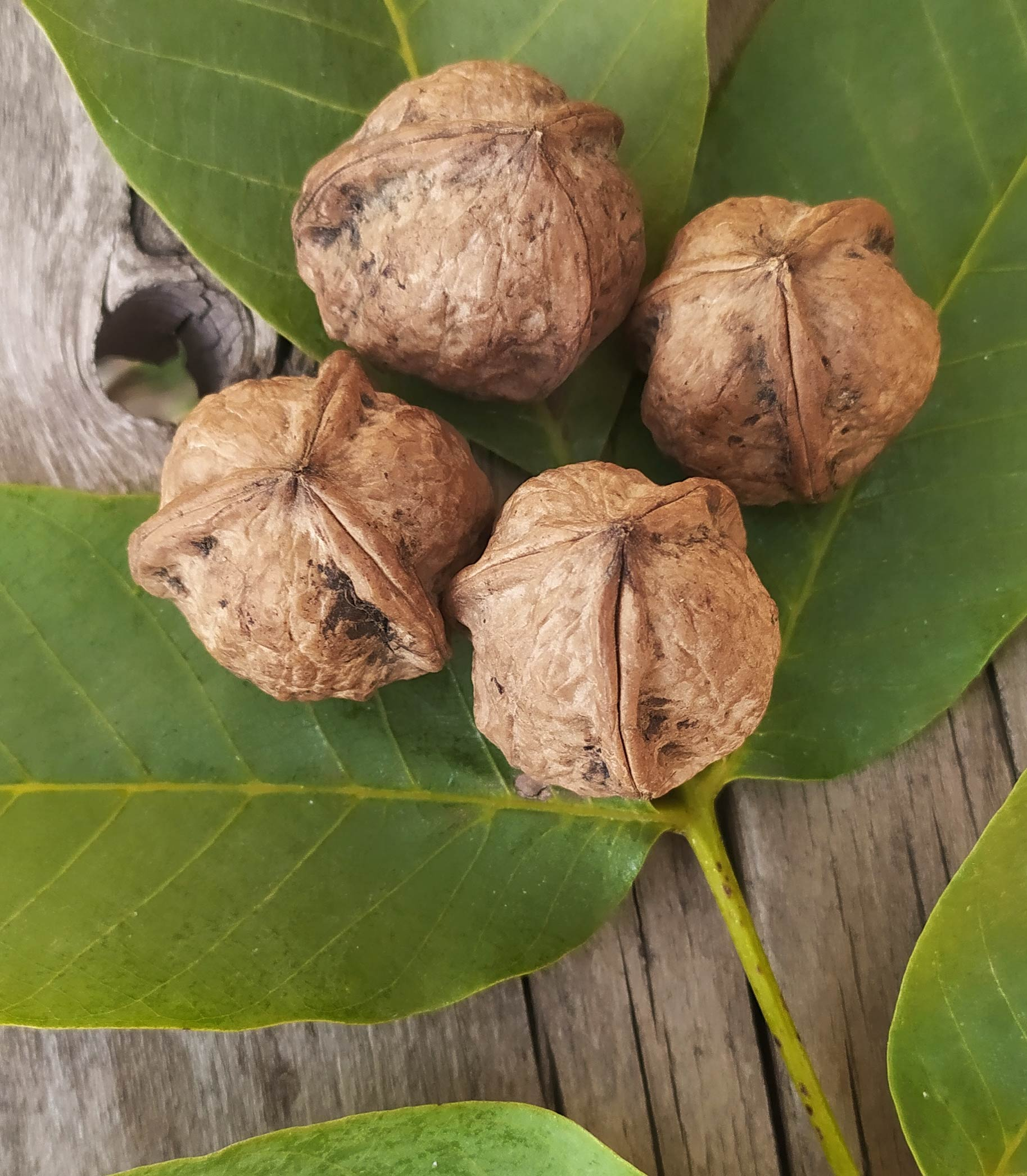
Driedelige walnoot

Met walnoot of okkernoot wordt meestal gedoeld op de vrucht van de gewone walnoten- of okkernotenboom (Juglans regia). De vruchten van andere soorten in het geslacht walnoot (Juglans) heten ook zo, maar zijn in de praktijk minder vaak in de handel.
De vrucht wordt omgeven door een harde, tweedelige schaal, de dop. Tijdens de groei aan de boom is ze ook nog beschermd door een stevige groene bolster die bij de rijping open barst.
In de botanie wordt de walnoot beschouwd als een steenvrucht, dus niet als noot, in tegenstelling tot de eikel en de hazelnoot. Aan de andere kant is de walnoot, in het algemeen spraakgebruik, juist de archetypische noot.
De naam walnoot betekent oorspronkelijk vreemde, ofwel niet-Germaanse noot.

## Gebruik
Walnoten worden volop gekweekt in landen met een gematigd klimaat. Warme zomers en relatief koude tot milde winters zijn een ideaal klimaat. Een ander teeltgebied is de Verenigde Staten waar een zwarte walnoot gekweekt wordt. De walnotenoogst vindt van september tot november plaats. Men kan ze rapen, uit de boom 'knuppelen' of plukken met een oogstmachine.
Walnoten worden niet vers van de boom gegeten. Na de oogst worden de vruchten een aantal weken gedroogd in een goed geventileerde ruimte of door ze, als het kleine partijen betreft, enige tijd bijvoorbeeld bij de verwarming of oven te drogen. Ook kunnen ze gedroogd worden met een verfbrander, hetgeen enkele dagen herhaald moet worden, omdat de verse noten in het begin nog vocht afgeven. De beschermende gele zaadmantel die bitter smaakt, verdroogt en laat los.
Mits goed gedroogd kunnen de noten enkele jaren in een goed gesloten doos of voorraadpot in de koelkast bewaard worden. Als ze vies gaan smaken, betekent het dat het vet in de noten is gaan oxideren, ranzig is geworden. Dan zijn ze niet meer voor consumptie geschikt.
Men gebruikt een notenkraker om de dop te kraken en de vrucht te consumeren. Het is ook mogelijk om met de juiste techniek een noot te kraken door twee noten tegen elkaar te drukken. Ook kunnen ze gekraakt worden door ze rechtop te houden en ze aan de bovenkant met een houten hamer een klap te geven.
Soms hebben walnoten een driedelige of vierdelige schel. Een vierdelige walnoot wordt een Tetralobed genoemd of een walnoot met vier lobben, een driedelige walnoot wordt een trilobed walnoot genoemd. Een op 150 000 walnoten is een trilobed walnoot, daarom geloofden mensen dat als ze er een vonden dat het een geluksbrenger was.
Uit de walnoot kan walnootolie gewonnen worden. Deze staat bekend om zijn lichte smaak. De olie dient koud geperst te worden en is daarom minder geschikt om mee te koken, echter wel voor salades en sommige sauzen.
Onrijpe walnoten kunnen worden gebruikt voor de vruchtenlikeur nocino.
De groene bolster wordt gebruikt om een kleurstof te maken die in Vlaanderen notenbietser of bister genoemd wordt. De bruine inkt hiervan werd vroeger gebruikt om te tekenen of schrijven.
De notendop werd vroeger gemalen gebruikt in bakkersovens. Tegenwoordig worden de fijngemalen doppen nog gebruikt in de vliegtuigindustrie als polijstmiddel. Bij raketten worden deze gebruikt als isolatiemateriaal om ze tegen hoge temperaturen te beschermen.

## Rassen

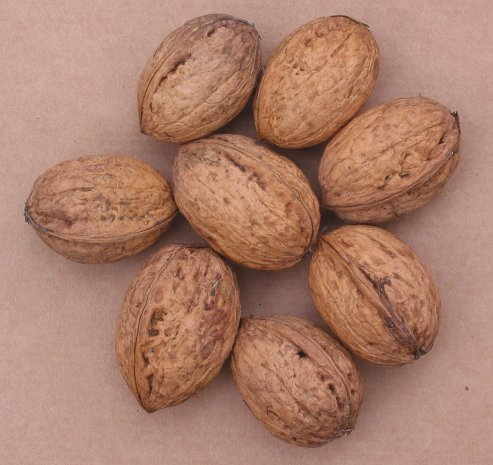
noten van 'Broadview'

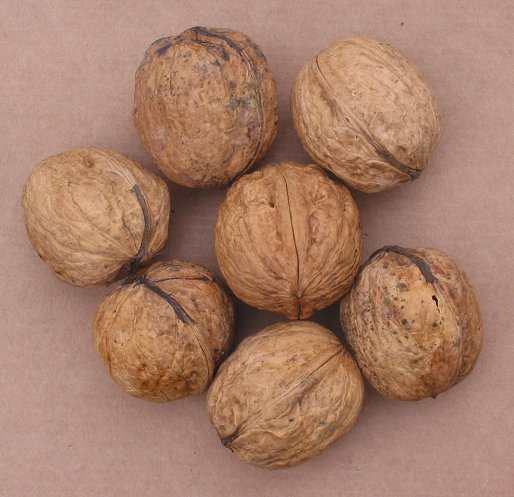
noten van 'Buccaneer'

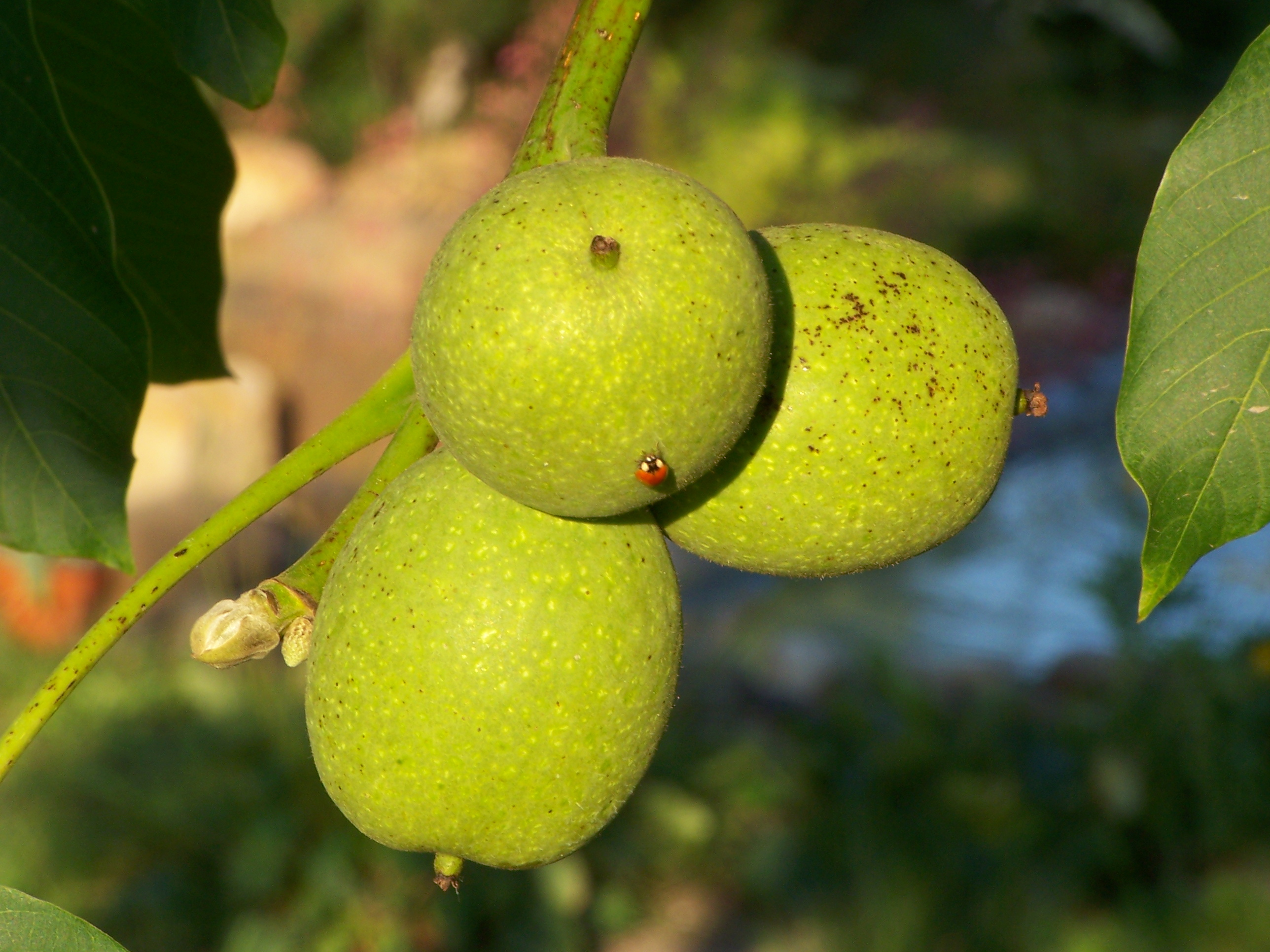
walnoten aan een tak

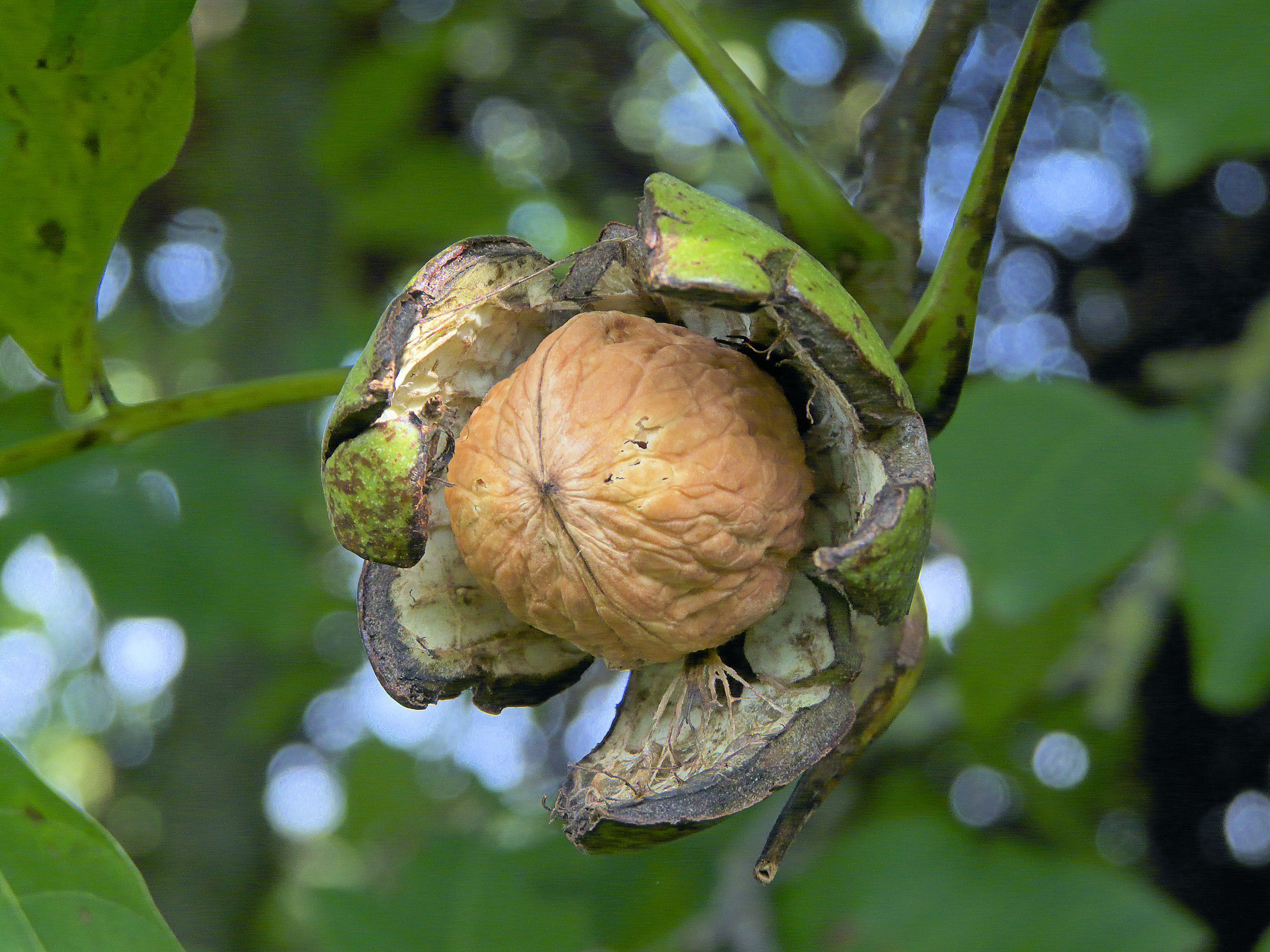
Rijpe noot van 'Buccaneer'. De witachtige zaadmantel zit hier los van de noot tegen de bolster aan.

In België en Nederland zijn geënte bomen van diverse rassen verkrijgbaar. Hieronder volgt een beschrijving van diverse bekende (en minder bekende) rassen:
- Broadview

Afkomstig uit British Columbia (Canada). Goed winterhard. Matige groeikracht. De mannelijke bloemen bloeien voor de vrouwelijke. Desalniettemin kan Broadview ook zonder bestuiving (apomictisch) vruchtzetten. Goede productie van tamelijk grote langwerpige noten met goede smaak. Weinig vatbaar voor ziekten. Broadview is beslist een van de betere rassen die door de matige groeikracht ook geschikt is voor kleinere standplaatsen.
- Buccaneer

Afkomstig uit de Limburgse plaats Neer. Groeit wat sterker dan Broadview en vormt een opgaande kroon. Minder noten dan bij Broadview. De noten zijn tamelijk groot en rond van vorm. Goede smaak. Loopt vrij laat uit, waardoor er minder kans is op nachtvorstschade. Omdat de mannelijke bloei meestal geheel binnen de vrouwelijke bloei valt, is de overlap van beide bloemtypen voldoende voor zelfbestuiving. Aanplant van een bestuiverras kan echter meer zekerheid bieden. Buccaneer is zelf ook geschikt voor de bestuiving van veel andere rassen, waaronder bijvoorbeeld Broadview. Buccaneer is weinig vatbaar voor ziekten.
- Wonder van Monrepos (ofwel Geisenheim Wonder)

Een nieuw ras dat in 1983 is ontstaan op het proefstation in Geisenheim (Duitsland). Matige groeikracht. De mannelijke bloeiwijzen bloeien eerst, doch dit ras vormt voornamelijk apomictische vruchten. Goede productie van noten met een prima kwaliteit. Loopt laat uit. Zeer weinig vatbaar voor ziekten. Alhoewel de praktijkervaringen nog beperkt zijn, lijkt dit een zeer waardevol ras.
- Nr. 139 (ofwel Weinheimer)

Afkomstig uit Duitsland. Matige groeikracht. Tamelijk goede tot goede opbrengst. Vrij grote noten met zeer goede smaak. Kan apomictisch vrucht zetten, alhoewel de productie verbetert bij kruisbestuiving. Kan in natte jaren aangetast worden door ziekten.
- Parisienne

Afkomstig uit Frankrijk. Sterke groei met vrij steile groeiwijze. De vruchtbaarheid treedt laat in, daarna goede opbrengst aan vrij grote tot grote noten met goede smaak. De knoppen lopen laat uit en ontlopen daardoor de nachtvorsten in het voorjaar. De mannelijke bloeiwijzen bloeien voor de vrouwelijke. Geen overlap, kruisbestuiving is nodig. Weinig vatbaar voor ziekten.
- Franquette

Afkomstig uit Frankrijk. Sterke groeier. De vruchtbaarheid treedt net als bij Parisienne laat in. De knoppen lopen laat uit en ontlopen daardoor de nachtvorsten in het voorjaar. Ook bloeien de vrouwelijke bloemen erg laat, waardoor ze de mannelijke bloei van de meeste andere rassen ontlopen. Hierdoor is de vruchtzetting vaak onbevredigend. Voor de noten kan daarom beter een ander ras worden geplant. De houtkwaliteit van Franquette staat bekend als zeer goed.
- Soleze

Eveneens afkomstig uit Frankrijk. Soleze begint pas op wat latere leeftijd te produceren, een eigenschap die bij meer Franse rassen voorkomt. Daarna is de productie echter goed. De mannelijke bloemen bloeien voor de vrouwelijke. Draagt grote noten van goede kwaliteit. Alhoewel de bomen langzaam groeien, kunnen ze op latere leeftijd toch een grote omvang krijgen. Enigszins vatbaar voor ziekten.
- Rita

Afkomstig uit de Poolse Karpaten. Zwakke groeier met dichte kroon. Loopt vroeg uit. Grote opbrengst aan middelmatig grote noten. De noten hebben dikwijls een asymmetrische vorm (scheef uiterlijk). Doordat de mannelijke en vrouwelijke bloeiperioden elkaar grotendeels overlappen, is Rita een zelfbestuiver. Weinig vatbaar voor ziekten.
- Nr. 16

Ontstaan als een zaailing van Rita. Afkomstig uit Michigan (USA). De groeikracht is matig, maar Nr. 16 groeit wel wat sterker dan Rita. Loopt tamelijk vroeg uit. Net als bij Rita overlappen de mannelijke en vrouwelijke bloeiperioden elkaar grotendeels, daardoor is ook Nr. 16 een zelfbestuiver. Goede productie van fraaie, grote, langwerpige noten met een scherpe punt. Weinig vatbaar voor ziekten.
- Coenen

Afkomstig uit Veghel (Nederland). Forse groeier met een brede losse kroon. Loopt vroeg uit. Heeft een bestuiver nodig die vroeg mannelijk moet bloeien (Broadview is geschikt). Grote tot zeer grote noten met goede smaak.
- Axel

Afkomstig uit Nederland/België. Krachtige opgaande groeier. Vanwege de extreem grote noten is Axel waarschijnlijk de grootste walnoot die er is en een leuke curiositeit. De noten zijn echter vaak slecht gevuld. De Axel is zeer geliefd in België omdat de Belgen meer dan Nederlanders graag verse noten eten en daarvoor is de Axel bij uitstek geschikt. Het is een 'sappige' noot met een voor liefhebbers zachte, fijne smaak. Door zijn sappigheid is de Axel moeilijk te bewaren en kan hij dan muf worden of schimmelen. Een Coenen heeft vers gegeten al een sterkere nootsmaak. Hij levert naar verhouding echter veel nootvlees.
- Proslavski

Afkomstig uit Bulgarije. Sterke groei met breed uitgroeiende kroon. Donkergroen loof met zeer grote bladeren. Loopt vroeg uit. De mannelijke bloeiwijzen bloeien zeer vroeg. Er is slechts een heel klein gedeelte overlap. Hierdoor is kruisbestuiving nodig (bijvoorbeeld door Buccaneer, Rita, Nr. 16, Coenen). Grote langwerpige noot met dikke schaal. Zeer goede smaak. Weinig vatbaar voor ziekten.
- Plovdivski

Afkomstig uit Bulgarije. Matige groeikracht met brede kroon. Loopt vroeg uit. De mannelijke bloeiwijzen bloeien voor de vrouwelijke. Heeft een bestuiver nodig. Grote langwerpige noten met een dikke schaal en een grote kern. Zeer goede smaak.
- Hansen

Afkomstig uit Ohio (USA). Zeer winterhard ras met een tamelijk zwakke groeikracht. De mannelijke bloeiwijzen bloeien voor de vrouwelijke; heeft een bestuiver nodig. De bijzonderheid van Hansen is dat de kleine ronde noten in grote trossen aan de boom hangen, soms wel tot 13 stuks bij elkaar. De smaak is goed en de noten zijn gewoonlijk goed gevuld. Weinig vatbaar voor ziekten.
- Roter Donau (Red Danube)

Afkomstig uit Duitsland/Oostenrijk. Middelmatige groeikracht. Dit bijzondere ras draagt middelgrote noten met een rode kern. Men zou dit dus de bloedsinaasappel onder de walnoten kunnen noemen.
- Laciniata

Wordt niet geteeld om de noten, maar om de prachtige diep ingesneden bladeren. Zwakke tot matige groeikracht. Goede winterhardheid. Prachtige sierboom.
- Purpurea

Wordt niet geteeld om de noten, maar omdat de bladeren van deze boom rood van kleur zijn. De noten die gevormd worden zijn overigens wel eetbaar en intern eveneens rood van kleur (als Red Danube). Groeit langzaam en vormt daarom meer een grote struik dan een echte boom. Bovendien is dit ras niet geheel winterhard en vriezen de jonge twijgen in de winter gemakkelijk een stukje in. Is pas relatief recent ontdekt (1938) en tot op dit moment zeldzaam. Voor de echte liefhebber.

## Ziekten

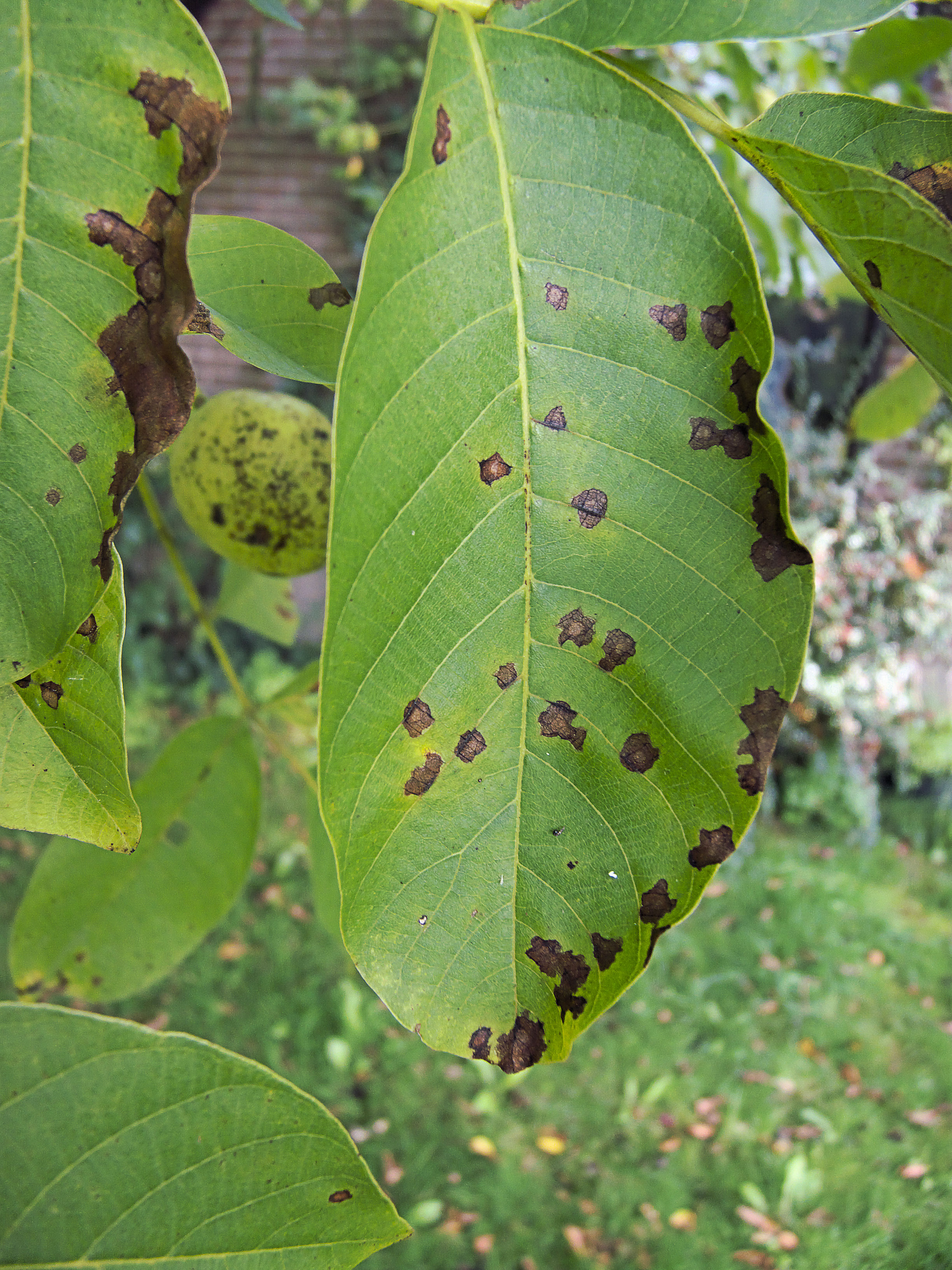
Bladvlekkenziekte

Walnoten kunnen te lijden hebben van bacteriebrand (Xanthomonas campestris pv. juglandis) en van bladvlekkenziekte (Gnomonia leptostyla). Bladbeschadiging, zwarte vlekken en bladval, en daardoor oogstderving en kwaliteitsverlies kunnen gevolgen zijn van deze ziekten. Deze ziekten treden vooral in slechte natte zomers op. Rassen kunnen sterk verschillen in vatbaarheid. Het blad kan ook aangetast worden door de okkernootviltmijt, maar deze veroorzaakt nauwelijks schade. De noten kunnen worden aangetast door de walnootboorvlieg: de larven tasten de bolsters aan, waardoor die eerst verkleuren en later verslijmen.
Bij een te dikke en harde schaal kan het openen van de noten moeizaam zijn. Bij een te dunne schaal daarentegen kunnen vogels schade geven, doordat ze de schaal dan open kunnen pikken. Schaalgebreken zijn een veelvuldig voorkomend euvel: een onvolledige vorming van de houten schaal rond de kern. Dit treedt vooral op aan de top van de noot en uit zich in dunne of weke schaalgedeelten of zelfs het plaatselijk ontbreken van stukken schaal. Als gevolg van weersomstandigheden treden schaalgebreken in bepaalde jaren vaker op dan in andere jaren.

## Schimmel
Walnoten zijn zeer gevoelig voor schimmel. Schimmel op de bast kenmerkt zich door zwarte vlekken en een muffe geur. Afborstelen heeft geen zin. De schimmel, Aspergillus niger, is kankerverwekkend en wordt veroorzaakt door een te vochtige omgeving, bijvoorbeeld doordat ze te lang op een natte grond hebben gelegen of in een afgesloten zak of pan bewaard zijn. Verse noten geven uit zichzelf nog vocht af en moeten daarom op een koele, droge plaats bewaard worden. Ze zijn op een goed geventileerde plaats enkele jaren houdbaar. Het kan ook voorkomen dat de bast niet goed gesloten is, waardoor de schimmel zijn weg naar binnen vindt. Zonder de bast kunnen de noten ook schimmel vertonen; de kleur ervan kan zwart (Aspergillus niger), groen-geel (Aspergillus flavus) zijn of een grauwe donslaag vertonen. Ook dan zijn de schimmels zeer giftig en kankerverwekkend.

## Gezondheid
Uit onderzoek van het Hospital Clinico in Barcelona blijkt dat walnoten een positieve rol vervullen binnen de voeding. Walnoten leveren een bijdrage aan het flexibel en elastisch houden van de aderen. Zij verbeteren de conditie van endotheelcellen op de binnenwand van bloedvaten. Wetenschappers van de University of Scranton in Pennsylvania vonden bij onderzoek dat walnoten bijna twee keer zoveel antioxidanten bevatten als veel andere noten. Verder blijkt uit dierproeven dat walnoten bij muizen remmend werken bij borst- en darmkanker.
Walnoten bevatten met name de mineralen fosfor, magnesium, zink, ijzer en kalium. Ook zijn ze een bron van vitamine B1, gamma-tocoferol (een vorm van vitamine E) en foliumzuur.